# Susan Lim
Lee Hong Susan Lim (née le 14 février 1952 à Seremban et morte le 2 août 2014 à Petaling Jaya), plus souvent connue sous le nom de Susan Lim, est une parasitologue malaisienne spécialiste de Monogènes, un groupe de Plathelminthes parasites de poissons.
Elle a été la première et seule membre de nationalité malaisienne de la Commission internationale de nomenclature zoologique. Sa recherche a porté principalement sur la taxonomie et la faunistique des Monogènes, mais, par l'intermédiaire de ses étudiants, elle a été impliquée dans d'autres disciplines de la parasitologie,,.
Susan Lim a été considéré comme la meilleure spécialiste de monogènes en Asie du Sud-Est. Elle a décrit plus de 100 espèces nouvelles de Monogènes, ce qui fait d'elle le sixième chercheur le plus productif de tous les temps - et, en même temps, la première femme - dans ce domaine. Elle est aussi connue pour avoir décrit un système d'attachement entièrement nouveau de certains monogènes, formé par des sécrétions adhésives du hapteur,,.
Susan Lim est décédée d'un cancer à Petaling Jaya, Selangor, Malaisie, le 2 août 2014, après une longue maladie.

## Éducation et carrière
Susan Lim est née à Seremban (État de Negeri Sembilan, Malaisie), le 14 février 1952. Elle a commencé son éducation au Couvent du Saint Enfant Jésus à Seremban et poursuivi ses études à l'Institution Saint Paul dans la même ville.
En 1971 elle est entrée à l'université de Malaya à Kuala Lumpur pour étudier la zoologie, où elle est restée jusqu'à sa thèse, finançant ses études en tutorant d'autres étudiants. Sa thèse, préparée sous la direction de Jose I. Furtado, portait sur les monogènes parasites de poissons d'eau douce, et a été passée en 1987. En 1989, elle a obtenu un poste dans le même département et a été promue au rang de professeur en 2003. Susan Lim avaient de nombreux étudiants en doctorat et des collaborations internationales nombreuses avec les spécialistes de son domaine.

## Vie personnelle
Susan Lim s'est mariée à George Liew, un botaniste, en 1979 et a eu deux enfants.

## Récompenses
- Professorat, université de Malaya, 2003[4],[8]
- Membre  de la Commission internationale de nomenclature zoologique, 2006–2014 (le seul scientifique de nationalité malaisienne à un tel poste)[4]
- Membre à vie de la Malaysian Society of Parasitology & Tropical Medicine, 2009.

## Taxons nommés en son honneur
Les deux genres de Monogènes Susanlimae Boeger, Pariselle & Patella, 2015 et Susanlimocotyle Soares, Domingues & Adriano, 2021 ont été nommés en son honneur 
,
.
Les espèces suivantes de Monogènes ont été nommées en l'honneur de Susan Lim:
- Calydiscoides limae Justine & Brena, 2009 [12]
- Cornudiscoides susanae Agrawal & Vishwakarma, 1996
- Dactylogyrus limae Timofeeva, Gerasev & Gibson, 1996
- Dactylogyrus limleehongae Gusev, 1985
- Haliotrema susanae Soo, 2019 [13]